# Allison DuBois
 (décembre 2022).
Si vous disposez d'ouvrages ou d'articles de référence ou si vous connaissez des sites web de qualité traitant du thème abordé ici, merci de compléter l'article en donnant les références utiles à sa vérifiabilité et en les liant à la section « Notes et références ».
Pour les articles homonymes, voir Dubois.
Allison DuBois, née le 24 janvier 1972 à Phoenix, en Arizona, est une auteure américaine se présentant comme médium. Selon elle, son histoire commence à l'âge de six ans, lorsque son grand-père décédé lui apparaît et lui demande de dire à sa mère que « tout va bien ».
Elle a directement inspiré la série télévisée Médium, et a écrit au moins cinq livres.

## Publications
- Nos proches ne meurent jamais, Presses du Châtelet, 2007 (Don't Kiss Them Good-Bye, Simon & Schuster, 2004), trad. Danièle Momont, 211 p.  (ISBN 978-2-84592-214-3)Réédité en 2010 par J'ai lu. 
Réédité en 2017 aux Presses du Châtelet sous le titre Pourquoi les morts ne nous quittent jamais, volume double avec Nous sommes leur paradis.

- Nous sommes leur paradis. Pourquoi les morts ne nous quittent jamais, Presses du Châtelet, 2008 (We Are Their Heaven, Simon & Schuster, 2006), trad. Danièle Momont, 232 p.  (ISBN 978-2-84592-250-1)Réédité en 2011 par J'ai lu.
Réédité en 2017 aux Presses du Châtelet sous le titre Pourquoi les morts ne nous quittent jamais, volume double avec Nos proches ne meurent jamais.

- Les défunts nous parlent, Presses du Châtelet, 2009 (Secrets of the Monarch: What the Dead Can Teach us About Living a Better Life, 2007)  (ISBN 978-2-84592-295-2)Réédité sous le titre Ce que nous disent les défunts en 2009 par les Presses du Châtelet et en 2016 par les éditions Archipoche

- Talk To Me—What the Dead Whisper in Your Ear, 2011

- Into the Dark: How the dead help us heal, Lucky Maven Productions, 2016